# Kalyan, Shiggaon
Kalyan là một làng thuộc tehsil Shiggaon, huyện Haveri, bang Karnataka, Ấn Độ.